# クロトンのアルクマイオン
クロトンのアルクマイオン（古代ギリシア語: Ἀλκμαίων ὁ Κροτωνιάτης, Alkmaiōn ho Krotōniatēs; 紀元前5世紀頃）は、古代イタリアで生まれたギリシア人の解剖学者、哲学者である。

## 人物・経歴
アルクマイオンは南イタリアのクロトンに生まれた。クロトンはピタゴラス派の中心地でありアルクマイオン自身もピタゴラス派に属していた。生没年不詳であるが紀元前5世紀頃に活躍していたと考えられる。

## 研究と学説
確認されている限り、世界で最初に人体解剖を行った人間である。非常に注意深く、人体解剖を通してエウスタキオ管（耳の器官で鼓膜の振動を助ける）を発見した。また動脈・静脈を区別し､さらに視神経の発見から脳が精神活動の中枢であることを推測した。これはヒポクラテスにも影響を与えヒポクラテスもそれを支持した。